# 가마산로
가마산로(釜山路)은 경기도 광명시 철산동 현충공원삼거리에서 서울특별시 영등포구 신길동 해군회관 사거리를 잇는 도로다.

## 경유지
경기도
- 광명시

서울특별시
- 구로구/금천구 - 구로구 - 영등포구

## 노선
- 현충공원삼거리 - 도덕초교입구사거리 - 광명대교사거리 - 광명교 - 한일유앤아이앞교차로 - 구로IC(남부순환로) -  가마산지하차도 - 가마산고가차도 - 고대구로병원교차로 - 구로구청,구의회교차로 - 거리공원오거리(공원로) - 대림3동사거리 - 성락빌딩앞교차로 - 성락주유소앞교차로 - 신길가마산로사거리 - 신길지하차도 - 해군회관앞교차로 - 해군회관사거리

## 연결 도로
가마산로의 시점인 현충공원삼거리에서는 시청로, 광명대교에서는 서부간선도로, 종점인 해군회관 사거리에서는 여의대방로 등이 연결된다.

## 기타
가마산길 중에서 단절된 구간이었던 신풍시장 구간은 2009년 4월에 완공하였다.

## 사진

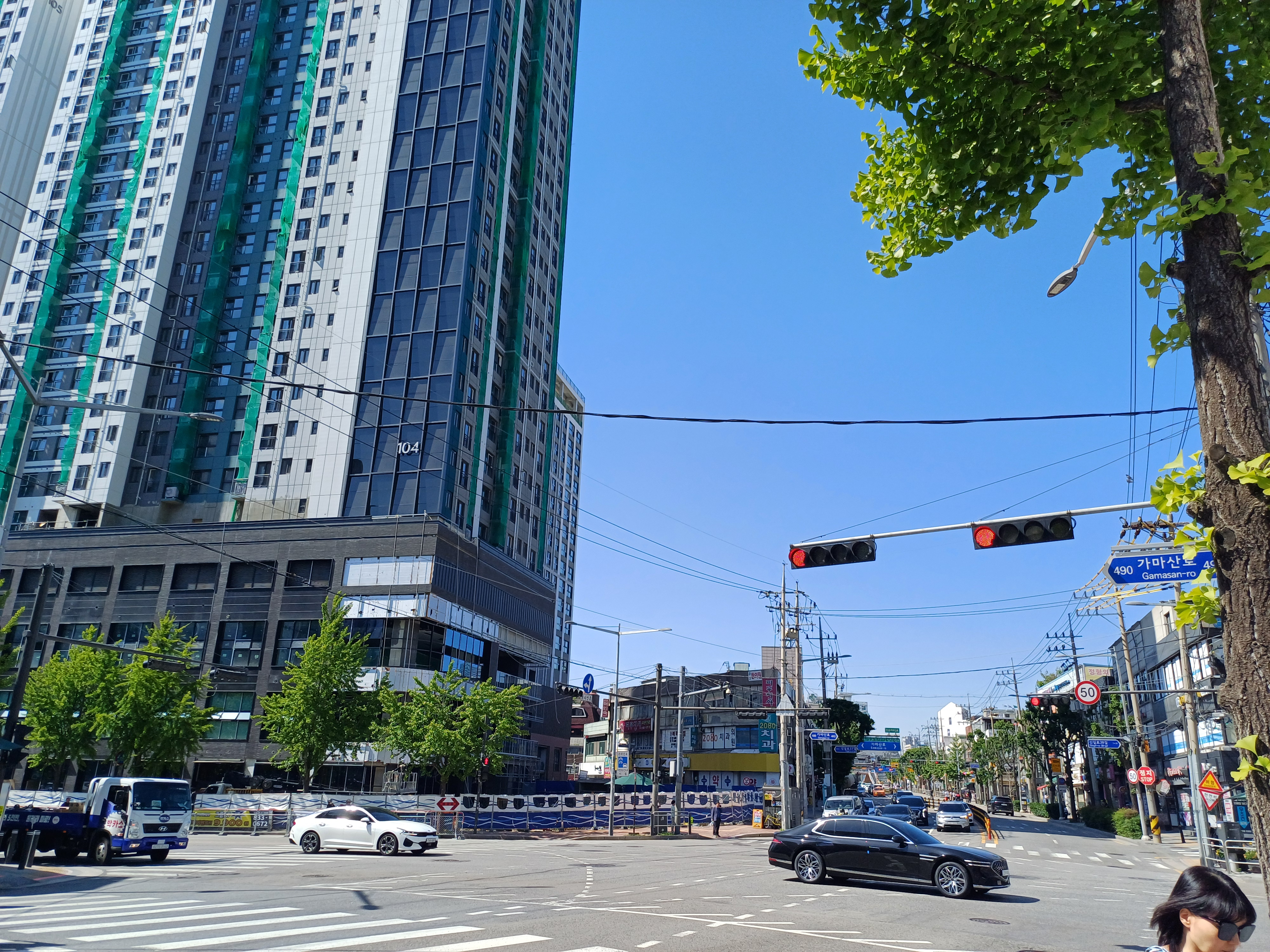
신길로와 교차
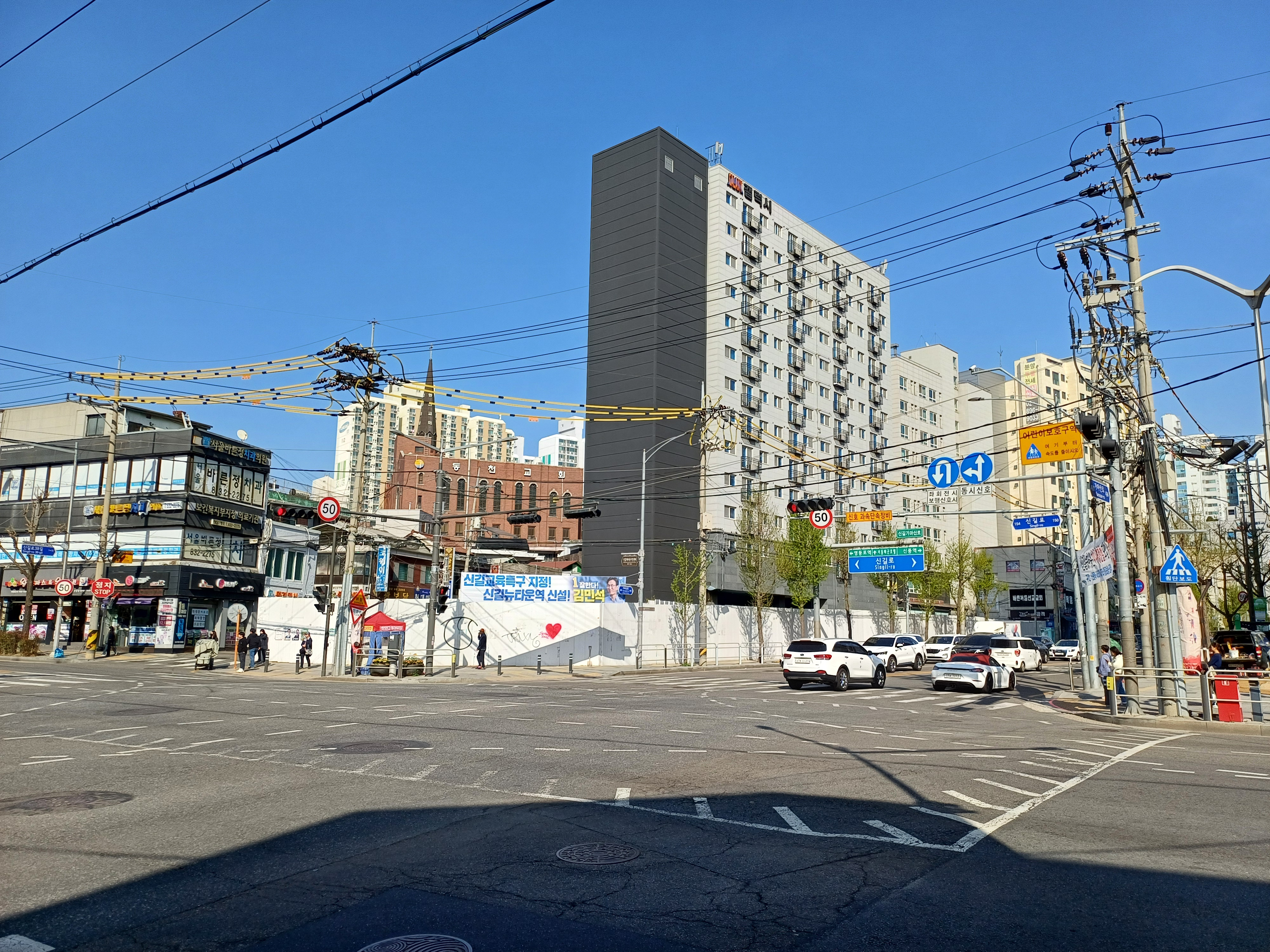
신길로와 교차하는도로